# 1953 en Lorraine
Chronologie de la Lorraine
- 1949
- 1950
- 1951
- 1952
- 1953
- 1954
- 1955
- 1956
- 1957

Cette page est une liste d'événements qui se sont produits durant l'année 1953 en Lorraine.

## Événements

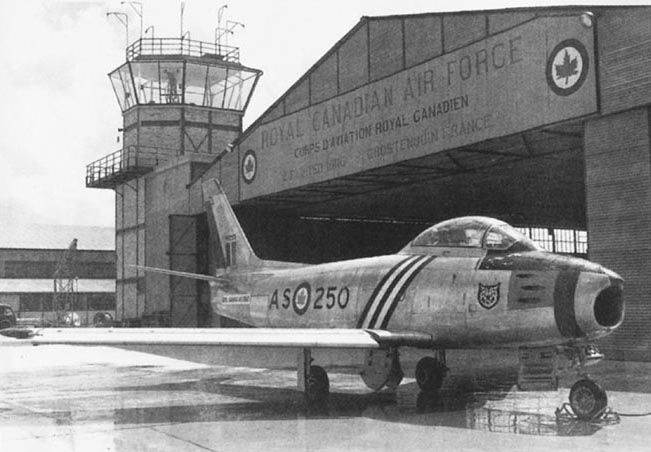
Canadair Sabre Mk 5 du No. 416 Squadron canadien à Grostenquin en 1953.

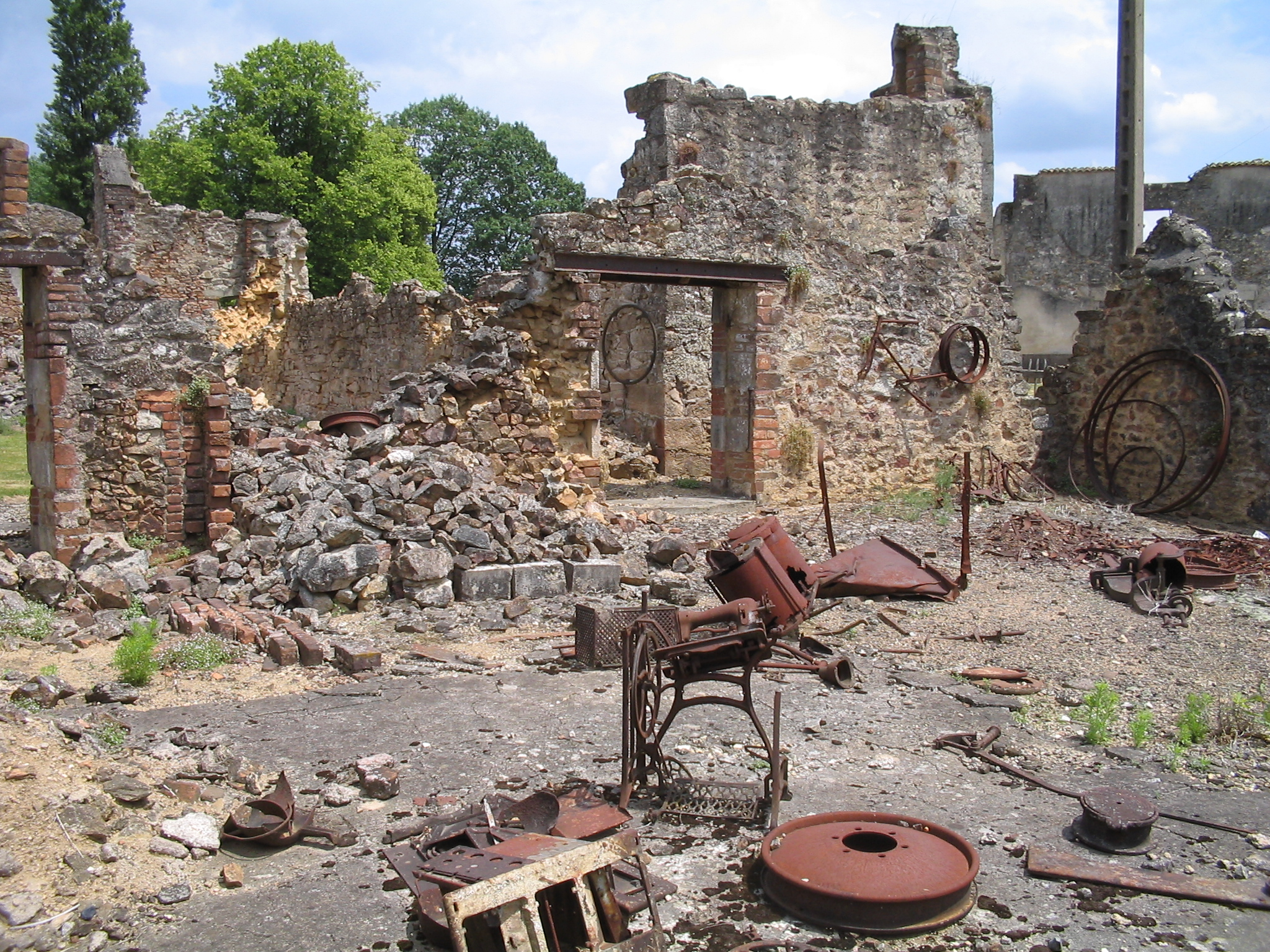
Oradour-sur-Glane.

- Les américains débutent la construction de l'hôpital de Dommartin-les-Toul, il prendra ensuite le nom de Jeanne d'Arc[1].
- Jean Godfrin, avocat et homme de lettres, lotharingiste, devient président de l'Académie de Stanislas[2]
- Marlène Perrin, candidate critiquée pour la publication d'une photo d’elle en bikini et élue reine de la mirabelle[3].
- Contrex fait partie de Générales Grandes Sources à la suite de son rachat par le groupe Perrier[4],[5].
- L'anglais Russel Cadle et son coéquipier Moulet, sur Porsche 1500, remportent le rallye de Lorraine[6].

- 30 janvier : le 73rd Air Depot Wing de la base de Chateauroux-Déols Air Base crée le Flight A, 73rd Support Group Depot, Chambley. Sa mission est de superviser la construction de la base et de réceptionner et stocker les matériels nécessaires aux militaires et entreprises françaises participant aux travaux. Cette unité n'est pas installée sur l'emprise de la nouvelle base, mais non loin de la gare de Metz. La base aérienne de Chambley-Bussières (en anglais : Chambley-Bussières Air Base) sera assignée à l'USAFE de 1953 au 1er avril 1967 (son code OACI était alors LF5424)
- Janvier et février : procès des assassins d'Oradour[7],[8]. Parmi les accusés, plusieurs alsaciens. Le département de la Moselle est une des parties civiles.
- 25 juin : dernière condamnation à mort dans les Vosges à Épinal. Le condamné est guillotiné à Nancy le 30 octobre[9].
- 16 juillet : dernière condamnation à mort dans la Meuse à Saint-Mihiel[9].
- L'inauguration du nouvel émetteur de Nomeny d'une puissance de 100 kW permet à Radio Lorraine de toucher la région Champagne-Ardenne. Radio Lorraine devient Radio Lorraine-Champagne[10].
- 30 octobre : dernière exécution en Meurthe-et-Moselle, à Nancy. René Peter avait tué et volé un couple de rentiers le 29 janvier 1952, à Saint-Dié-des-Vosges étant ivre (Exécutions en France)[11],[12].
- 1953 à 1955 : construction de la base aérienne de Saint-Clément Chenevières. D'une superficie de 368 hectares et répondant aux standards OTAN, elle est affectée à l'US Air Force en Europe. Son utilisation fut seulement occasionnelle, lors d'exercices de dispersion, et de courte durée à chaque fois. L'armée américaine quitte définitivement le site en 1964.
- 1953 à 1957 : reconstruction en style moderne de l'Église Saint-Rémy de Baccarat (XIXe siècle) détruite en 1944.

## Inscriptions ou classements aux titre des monuments historiques
- Château de Vaucouleurs[13]

## Naissances

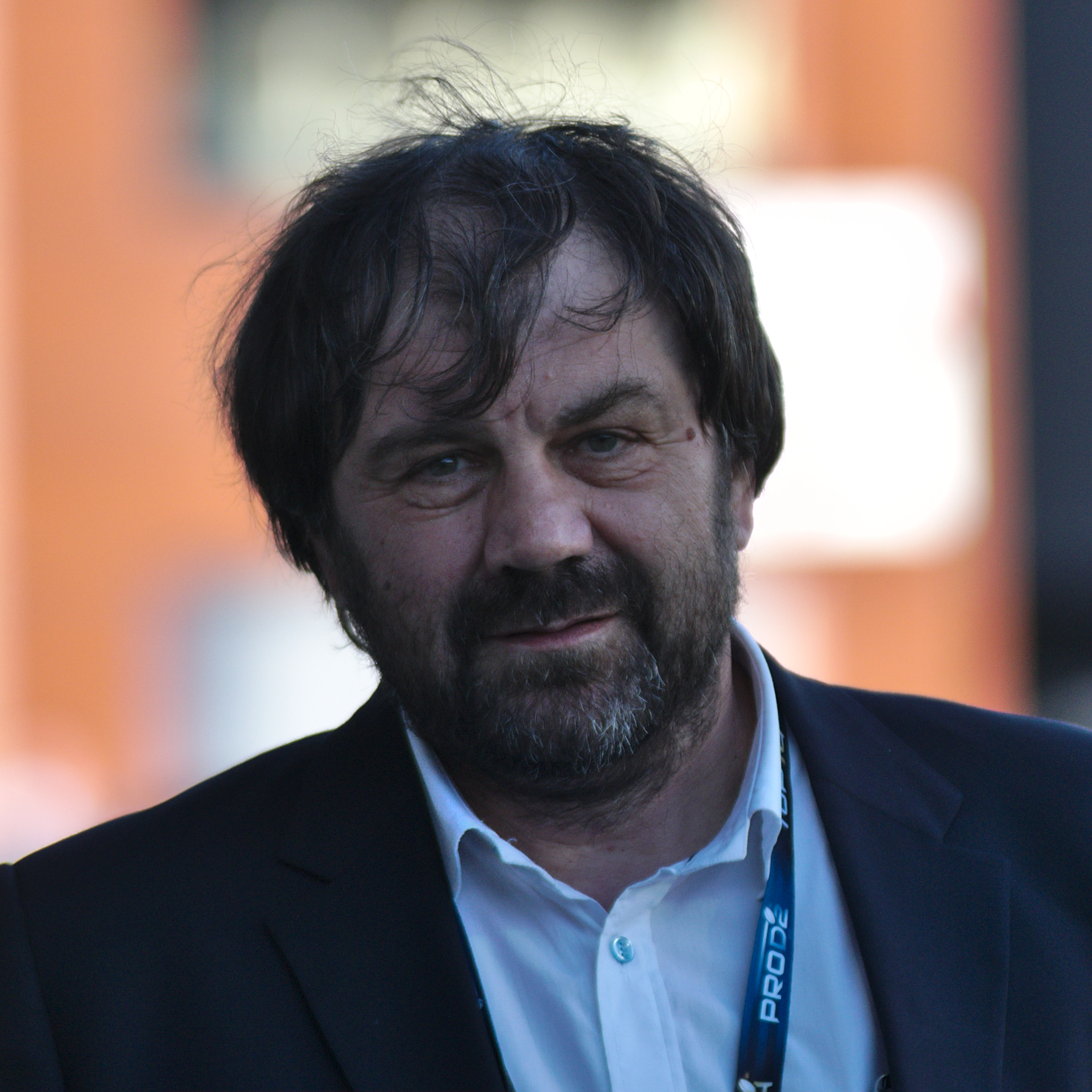
Marc Chérèque

- Lilyane Beauquel, née à Nancy, romancière française dont les voyages fondent l'écriture.
- Marie-Hélène Bernard, née à Nancy, compositrice française de musique électroacoustique.
- 12 janvier à Verdun : Brigitte Girardin, femme politique et diplomate française.
- 5 mars à Metz : Patrick Simon, poète et écrivain français. Québécois d'adoption, il est l'auteur de plusieurs essais et romans francophones[14].
- 22 mars à Metz : Gilles Meyer[15], joueur français de handball évoluant au poste d'arrière gauche.
- 16 mai à Nancy : Hervé Icovic, chef d'entreprise français, comédien, directeur d’acteurs et metteur en scène.
- 17 mai à Gorcy : Christophe Loizillon, réalisateur français.
- 9 juin : Marc Chérèque, président du FC Grenoble Rugby, club professionnel de rugby à XV à Grenoble, poste qu'il occupe depuis 2005[16].
- 31 juillet à Bruyères : Daniel Gremillet, homme politique français.
- 1 août à Nancy : Dominique Bilde, née Pierron, femme politique française, membre du Front national (FN).
- 10 août à Laxou : Chantal Arens, magistrate française, première présidente de la Cour de cassation de 2019 à 2022.
- 10 septembre à Nancy : Jean-Jacques Denis est médecin-biologiste et homme politique français.
- 26 septembre à Metz : Olivier Roman, scénariste et dessinateur français de bandes dessinées.
- 30 septembre à Metz : Stephen Michael Stirling ou S. M. Stirling, auteur canado-américain de science-fiction et de fantasy. Ses romans décrivent souvent des situations militaires et des cultures militaristes.
- 28 octobre à Herserange : Jean-Marc Leveratto[17], sociologue français.
- 26 novembre : Jean-Denis Combrexelle, haut fonctionnaire français, membre du Conseil d'État.

## Décès

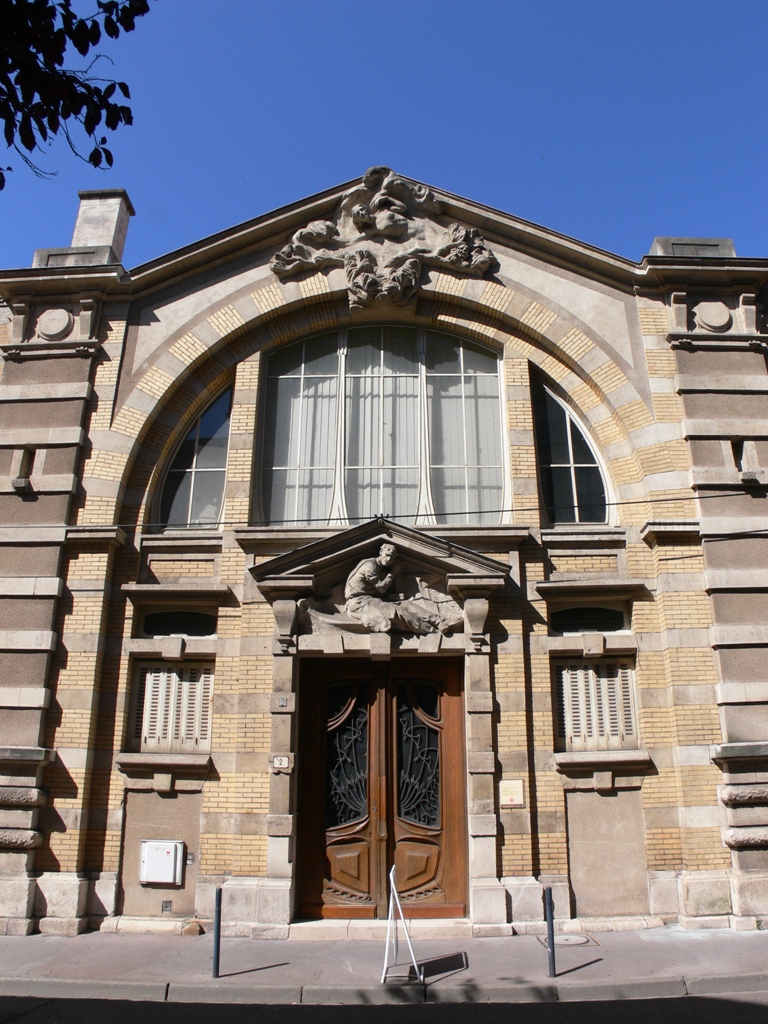
Maison du Peuple à Nancy par Louis Albert Paul Charbonnier

- 2 janvier à Nancy : Jules Cayette, né Édouard Cayette le 27 mai 1882 dans le 14e arrondissement de Paris[18], est un ferronnier, bronzier, ébéniste, sculpteur et ensemblier-décorateur français, représentatif du mouvement de l'Art nouveau, puis de celui de l'Art déco.
- 16 février à Nancy : André Gérardin, né à Nancy le 24 juin 1879[19], mathématicien français, spécialisé dans la théorie des nombres et les machines à calculer utilisées pour factoriser de grands entiers positifs, trouver des nombres premiers et calculer des résidus quadratiques modulo un entier positif donné[20].
- 14 avril : Louis Paul Albert Charbonnier (né le 17 novembre 1865), architecte français de la première moitié du XXe siècle. Il s'illustra notamment dans le style Art nouveau.
- 23 décembre à Nancy : Madeleine Deville, née Marie Madeleine Deville à Nancy (ferme, 28 avenue de la Garenne)[21], le 2 juin 1880, artiste lorraine[22]. Elle réalise principalement des objets d'art décoratif en corne ou en cuir, de style Art nouveau. Elle est également aquarelliste.